# Милутин (Кнежевич)
Епи́скоп Ми́лутин (в миру Михаило Кнежевич, серб. Михаило Кнежевић; 10 января 1949, Миячи, Валево — 30 марта 2020, Белград) — епископ Сербской православной церкви, епископ Валевский. Стал первым православным епископом, умершим от COVID-19.

## Биография
Родился 10 января 1949 года в селе Миячи под Валевом, в семье Милорада и Цветы (урождённой Петрович).
В 14-летнем возрасте пришёл в Монастырь Каона. В 1967 году поступил в монашескую школу в Острожском монастыре, по окончании которой вернулся в Каону.
В Каонском монастыре был послушником до 26 октября 1968 года, когда епископ Шабацкий и Валевский Иоанн (Велимирович) постриг его в монашество в монастыре Петковица. На следующий день в той же обители епископ Иоанн рукоположил его в сан диакона, а десять дней спустя, 8 ноября в Осечине, во иеромонаха.
Завершил Духовную семинарию святого Саввы в Белграде, после чего обучался на богословском факультете Белградского университета, а продолжил — на факультете святого Саввы в Либертивилле. В течение шести месяцев служил секретарём Канадской епархии и ещё шести месяцев — приходским священником в Ниагаре, США. По возвращении на родину назначен настоятелем Каонского монастыря.
В 1979 году иеромонах Милутин поклонился Христову Гробу в Иерусалиме.
В 1981 году епископ Иоанн возвёл его в достоинство синкелла, а в 1987 году — протосинкелла.
В 1994 году епископом Шабацким и Валевским Лаврентием (Трифуновичем) возведён в сан игумена.
Кроме того, опекал монастырь святого Николая в Леличе. 7 февраля 1996 года он был поставлен старейшиной над обоими монастырями — Каонским и Леличским.
17 октября 1998 года возведён в сан архимандрита. 17 мая 1999 года поставлен архиерейским наместником (благочинным) Посаво-Тамнавского архиерейского наместничества.
В мае 2003 года решением Священного архиерейского собора избран епископом Австралийским и Новозеландским.
20 июля 2003 года в Соборной церкви в Белграде хиротонисан во епископа Австралийского и Новозеландского. Хиротонию совершили патриарх Сербский Павел, митрополит Дабро-Боснийский Николай (Мрджа), митрополит Черногорским и Приморский Амфилохий (Радович), епископ Американский и Канадский Лонгин (Крчо), епископ Шабацкий и Валевский Лаврентий (Трифунович), епископ Нишский Ириней (Гаврилович), епископ Бачский Ириней (Булович), епископ Канадский Георгий (Джокич), епископ Британский и Скандинавский Досифей (Мотика).
30 декабря того же года в Саввинском монастыре в Канберре состоялось его настолование, которое возглавил его предшественник в Австралии епископ Никанор (Богунович) в сослужении 38 священников и трёх диаконов.
27 мая 2006 года епископ Милутин был назначен на восстановленную Валевскую кафедру. Его интронизация состоялась 26 сентября в Валеве.
3 июня 2013 года пострадал в автокатастрофе на шоссе Белград-Ниш неподалеку от Крнева, возвращаясь с празднования 1700-летия Миланского эдикта в Нише.
Скончался 30 марта 2020 года в медицинском центре имени Драгишы Мишовича в Белграде от последствий коронавируса. К тому моменту Валево был третьим городом Сербии по количеству заражённых данным заболеванием. Несколькими днями ранее от болезни, вызванной коронавирусом, погиб глава валевского горсовета Милорад Илич. Похоронен 1 апреля в соборной церкви города Валево.